# Santa Isabel (Goiás)
Santa Isabel est une municipalité brésilienne de l'État de Goiás et la microrégion de Ceres.